# باركنسونية (مرض)
الباركنسونيَّة (بالإنجليزية: Parkinsonism)‏ هي اضطراب عصبي مزمن يتسم بتصلب عضلي في المقام الأول، وقد يراد بالباركنسونية أحياناً داء باركنسون. تشتمل الباركنسونية على التصلب والرعاش وبطء الحركة واضطراب التوازن في الوقفة. يرجع الاسم إلى داء باركنسون الذي يتميز بهذه الأعراض، وقد توجد الباركنسونية في غير داء باركنسون، من مثل خرف أجسام ليوي وخرف مرض باركنسون.

## العلامات والأعراض
الباركنسونية مُتلازمة سريرية تتميز  في مرض باركنسون بأربعة أعراض حركية: رُعاش، وبطء الحركة (حركات بطيئة)، وتقبض، وعدم استقرار موضعي.
قد تؤدي مشاكل مشية الباركنسونية إلى سقوط، وإصابات جسدية خطيرة َ
تشكل الأعراض الشائعة الأخرى:
- رعاش عند الراحة (غالبًا في اليدين)
- تشوه المشية
- صعوبة النوم
- جفاف الجلد
- لامبالاة
- قصور الإيماء
- سقوط متكرر
- فرط التوتر

## روابط خارجية
- GeneReviews/NIH/NCBI/UW entry on Perry syndrome
- GeneReviews/NCBI/NIH/UW entry on X-Linked Dystonia-Parkinsonism